# Ernst Hartert
Ernst Johann Otto Hartert (ur. 29 października 1859 w Hamburgu, zm. 11 listopada 1933 w Berlinie) – niemiecki ornitolog.

## Biografia
Ernst Hartert urodził się w Hamburgu 29 października 1859 roku. Gdy jego ojca generała wysłano do Piławy w Prusach Wschodnich, towarzyszący mu syn kolekcjonował jaja ptasie i prowadził obserwacje, m.in. na Śląsku, w okolicy Królewca oraz na Mazurach. W 1887 roku Hartert opublikował pierwszą pracę o ptakach w austriackim periodyku „Die Schwalbe”. W opracowaniu tym opisał 274 gatunki. W latach 1885–1886 odbył podróż po Afryce, zaś w latach 1887–1888 po południowej Azji. W 1891 ożenił się i wyjechał do Londynu, gdzie pracował nad katalogiem ptaków dla Muzeum Brytyjskiego. Jego publikacji dokonano w 1892 roku. W tym samym roku wraz z żoną odbył podróż do Ameryki Łacińskiej. Po powrocie do Wielkiej Brytanii został dyrektorem muzeum w Tring. Podczas wielu lat zebrał kolekcję ptaków, która nosi jego imię. Był członkiem British Ornithologists’ Union oraz American Ornithologists’ Union. W 1930 roku ornitolog powrócił do Niemiec. Osiadł w Berlinie, gdzie zmarł 11 listopada 1933 roku.
Na cześć Harterta nazwano gatunek jaszczurki Hemiphyllodactylus harterti i dwanaście gatunków ptaków.
Skrótu Hartert używa się przy wskazywaniu Ernsta Harterta jako autora opisu gatunku w taksonomii.